# Coventina

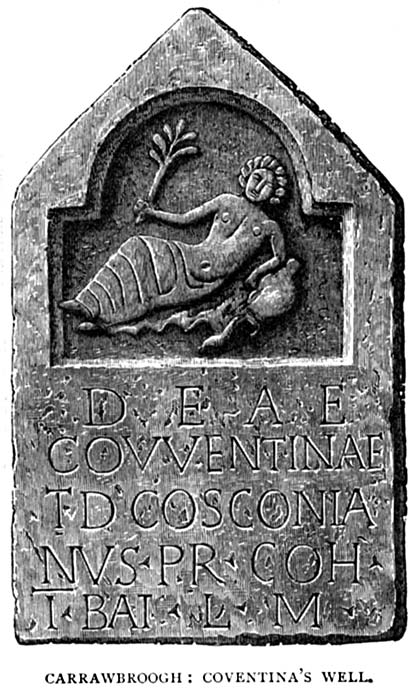
Incisioni nel santuario di Coventina

Coventina è una divinità celtica guaritrice, personificante la sacra fonte di Brocolitia (moderna Carrawburgh), localizzato lungo il Vallo di Adriano, in Britannia.

## Descrizione

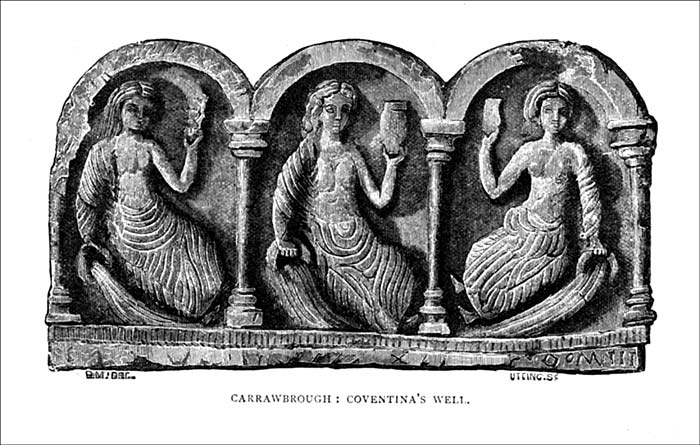
Basso rilievo di una tripla Coventina

Il sito, comprendente anche un pozzo ed un muro, divenne un luogo di culto, frequentato da fedeli praticanti riti propiziatori, specialmente invocanti la fertilità ed un parto sicuro. In quanto guaritrice, le sue acque erano considerate miracolose e quindi in grado di indurre la guarigione dei malati.
Il sito è stato scavato nel 1876 dagli archeologi britannici; la datazione del muro è incerta però le ipotesi più probanti formulate dagli esperti lo farebbero risalire ad un'epoca appena seguente la costruzione del Vallo di Adriano (oltre il 128). Gli scavi hanno rilevato una buona quantità di monete, anelli, monili e molti oggetti di uso quotidiano.
Talvolta veniva raffigurata come una ninfa seminuda e sdraiata in mezzo all'acqua.